# ریدرلند
ریدرلند (به هلندی: Reiderland) یک منطقهٔ مسکونی در هلند است که در شهرستان الدآمبت واقع شده‌است. ریدرلند ۱۵۶٫۷۲ کیلومتر مربع مساحت و ۷٬۰۰۴ نفر جمعیت دارد.